# Amphithera poliochlamys
Amphithera poliochlamys är en fjärilsart som beskrevs av Diakonoff 1955. Amphithera poliochlamys ingår i släktet Amphithera och familjen bronsmalar. Inga underarter finns listade i Catalogue of Life.